# Марози-Пранди (Виченца)
Марози-Пранди је насеље у Италији у округу Виченца, региону Венето.
Према процени из 2011. у насељу је живело 24 становника. Насеље се налази на надморској висини од 259 м.